# Fonction de Rosenbrock

Graphe de la fonction de Rosenbrock

La fonction de Rosenbrock est une fonction non convexe de deux variables utilisée comme test pour des problèmes d'optimisation mathématique. Elle a été introduite par Howard Harry Rosenbrock (en) en 1960. Elle est aussi connue sous le nom de fonction banane.
La fonction présente un minimum global à l'intérieur d'une longue vallée étroite de forme parabolique. Si trouver la vallée analytiquement est trivial, on peut voir que les algorithmes de recherche du minimum global convergent difficilement.
La fonction est définie par :
{\displaystyle f(x,y)=(1-x)^{2}+100(y-x^{2})^{2}.\quad }
Le minimum global est obtenu au point {\displaystyle (x,y)=(1,1)}, pour lequel la fonction vaut 0. Un coefficient différent est parfois donné dans le second terme, mais cela n'affecte pas la position du minimum global.